# Peter Fitzroy Godber
 (décembre 2018).
Pour l’article homonyme, voir Joseph Godber.
Peter Fitzroy Godber (chinois : 葛柏) est un policier britannique qui fut un commissaire divisionnaire dans la Police royale du Hong Kong. L'enquête concernant sa corruption s'est soldée par la fondation de la Commission indépendante contre la corruption.

## Biographie

### Corruption
Le 14 mai 1971, le Conseil législatif de Hong Kong a approuvé la Loi sur la prévention contre la corruption (chinois traditionnel : 防止賄賂條例 ; chinois simplifié : 防止贿赂条例). Dans la même année, le Département contre la corruption de la Police royale de Hong Kong a reçu un renseignement du Canada qu'une banque canadienne a reçu un transfert de fonds soupçonneux de 12000 CAD. Le titulaire du compte s'appelle «P. F. Gedber» et son occupation était «diplomate». Le Département contre la corruption a lancé une enquête, surnommée « Havana », sur Godber. Cependant, le manque de preuves paralysait l'enquête.
Godber a eu écho que le Département contre la corruption était en train d'enquêter sur lui. En janvier 1972, Godber a demandé une retraite anticipée en raison de la détérioration de l'état de santé de son épouse. En même temps, il a accéléré le transfert de sa richesse à l’étranger.
Le 4 juin 1973, John Hobley (en), le Secrétaire à la Justice, a émis un mandat pour une perquisition de la maison et de l'automobile de Godber. Parallèlement, Christopher Dawson, le Commissaire-adjoint de police, a donné à Godber une lettre écrite par Hobley. Dans la lettre, Hobley a cité le 10e article de la Loi sur la prévention contre la corruption et a exigé que Godber explique avant sept jours les origines de sa richesse et pourquoi il possédait des propriétés d'origines inconnues. Pendant la perquisition, la police a trouvé des dossiers qui contenaient des rapports détaillés sur les pots-de-vin que Godber a reçus des bandes criminelles, des casinos illégaux, des lupanars illégaux, etc. Les enquêteurs ont estimé que la richesse totale de Godber a dépassé 4370000 HKD, quand son salaire mensuel n'était que 7200 HKD. Ils ont aussi trouvé que Godber a divisé sa richesse soupçonneuse et l'a mise en dépôt au Canada, aux États-Unis, au Royaume-Uni, et à Singapour.

### Fuite vers le Royaume-Uni
Le 11 juin 1973 fut la date limite pour que Godber doive expliquer les origines de sa richesse. Afin d'empêcher Godber de s'enfuir de Hong Kong par avion, la police a demandé que le Département de l'immigration ajoute Godber à la liste d'interdiction de vol. Cependant, le 8 juin, Godber a réussi à contourner cette interdiction avec un laisser-passer spécial, qu'il a obtenu pendant son passage comme le chef de la division de la circulation et qui lui donnait l'accès aux zones réglementées de l'aéroport, et à s'enfuir en embarquant dans le vol 631 de la Singapore Airlines. Avant la fuite de Godber, son épouse était partie de Hong Kong le 4 juin par le vol 193 d’Air France.
La fuite de Godber et sa famille a provoqué le mécontentement des citoyen[ne]s hongkongais à l’égard de la corruption depuis longtemps. Beaucoup de citoyen[ne]s ont commencé des manifestations afin d'exiger que le gouvernement de Hong Kong commence une lutte forte contre la corruption. Le public exigeait aussi que le gouvernement de Hong Kong extrade Godber du Royaume-Uni. Cependant, il n'y avait pas d'inculpation dans les lois britanniques qui corresponde à «revenu disproportionné par rapport à la fonction» dans la Loi sur la prévention contre la corruption de Hong Kong.
Le 4 juillet et le 11 octobre 1973, William Blair-Kerr (zh), le président-adjoint de la Cour suprême de Hong Kong (zh), a émis deux rapports concernant la fuite de Godber et la corruption dans les départements gouvernementaux de Hong Kong. Dans le deuxième rapport, Blair-Kerr a écrit : « Les gens perspicaces agréent en général qu'il faut que le Département contre la corruption se détache de la police et devienne indépendant. Sinon, le grand public ne croira jamais que le gouvernement est vraiment déterminé à annihiler la corruption.»

### Extradition
Le 17 octobre 1973, Crawford MacLehose, le gouverneur de Hong Kong, a annoncé pendant son allocution au Conseil législatif qu'il établira une Commission indépendante contre la corruption (ICAC) qui remplacera le Département contre la corruption et qui sera sous le commandement direct du gouverneur. Jack Cater (zh) fut nommé le premier dirigeant de la commission et John Prendergast (zh), un ancien officier du MI5, fut nommé le premier chef de la division des opérations.
La première mission de la nouvelle Commission indépendante contre la corruption fut de réaliser l'extradition de Godber à Hong Kong. Bien que le gouvernement de Hong Kong ne pouvait pas extrader Godber pour posséder un «revenu disproportionné par rapport à la fonction», le gouvernement du Royaume-Uni a notifié le gouvernement de Hong Kong que le gouvernement de Hong Kong pouvait demander l'extradition de Godber pour corruption si le gouvernement de Hong Kong pouvait trouver des témoins.
En 1974, Ernest Hunt, un surintendant congédié qui purgeait sa peine à la prison de Stanley pour corruption, a notifié la ICAC qu'il avait des renseignement concernant la corruption de Godber. En avril 1974, Prendergast et Ross Penlington (en), un procureur public, ont rendu plusieurs visites à Hunt afin d'obtenir ses déclarations. Selon Hunt, en mars 1971, Godber a reçu un pot-de-vin de 25000 HKD d'un agent policier, Hon-Kuen Cheng (chinois traditionnel : 鄭漢權 ; chinois simplifié : 郑汉权). En échange, Godber promettait à Cheng de le nommer surintendant à Wan Chaï, un quartier qui était miné par la corruption.
Avec les preuves de Hunt, la ICAC avait finalement la raison d'exiger l'extradition de Godber à Hong Kong pour corruption. Le 29 avril 1974, Godber fut arrêté par la police britannique à l'extérieur de sa résidence à Rye, Sussex de l'Est, et il fut immédiatement escorté au tribunal de première instance au Rue Bow (en). En même temps, Hong-Kuen Cheng, qui a été nommé le dirigeant-adjoint de l'Académie de la police du Hong Kong (zh), fut arrêté par la ICAC au Hong Kong.
L'audience d'extradition de Godber a commencé en octobre 1974. Après cinq jours, Frank Milton (en), le juge qui présidait, a approuvé l'extradition de Godber. Godber a fait un appel contre la décision de Milton. Cependant, le 10 décembre, la Haute Cour de justice a rejeté l'appel de Godber. Le 30 décembre, Roy Jenkins, le Secrétaire d'État à l'Intérieur, a signé le mandat d'extradition de Godber.
Le 6 janvier 1975, Godber fut escorté de la prison de Pentonville à l'aéroport de Londres-Heathrow, où il prit un vol de la British Airways vers Hong Kong.

### Procès
Le 7 janvier, Godber est arrivé à Hong Kong. Il fut transféré par hélicoptère au Magistrat central pour son enquête préliminaire. Les avocats plaidants des deux parties sont britanniques. L'avocat représentant le procureur général de Hong Kong fut Christopher French, un conseiller de la reine. L'avocat représentant Godber fut Anthony Scrivener, qui a aussi représenté Godber pendant son audience d'extradition au Royaume-Uni.
Pendant le procès, le procureur général a réussi à faire de Ernest Hunt et Hon-Kuen Cheng des témoins-complices. Leurs témoignages ont scellé le destin de Godber. Le 25 février 1975, Ti-Liang Yang (zh), le juge qui présidait, a condamné Godber à 4 ans pour complot en vue de corruption et pour avoir accepté des pots-de-vin. Yang a spécifié que la durée pendant laquelle Godber fut détenu au Royaume-Uni ne faisait pas partie de sa peine. Après la condamnation, Godber a fait appel à la Cour suprême du Hong Kong (zh) et au Conseil privé du Royaume-Uni, mais ces deux appels furent rejetés. Le 3 octobre 1975, le gouvernement britannique a annoncé qu'il dépouillait Godber de sa Médaille policière coloniale (en) et sa Médaille policière de la Reine (en).

### Disparition
Le 3 octobre 1977, après un emprisonnement de 2 années et 7 mois, Godber fut libéré à cause de sa bonne conduite pendant son emprisonnement. Le fils de Godber a pris Godber à la prison et l'a transporté à l'aéroport. La rumeur veut que Godber et son fils aient pris un vol de la British Airways vers le Royaume-Uni. Cependant, ils prendront réellement un vol de la Lufthansa vers  Francfort-sur-le-Main, en Allemagne de l'Ouest, où ils prendront un autre vol vers Madrid, en Espagne. Après être arrivés à Madrid, Godber et son fils ont voyagé vers une petite commune près d'Alicante par voiture, où ils furent réunis avec la femme de Godber.
En juillet 1978, le gouvernement de Hong Kong a engagé une poursuite au civil devant la Haute Cour de justice de l'Angleterre et du pays de Galles afin de récupérer la richesse illégale de Godber. Cependant, Godber est devenu bientôt anonyme, et la sommation de la cour ne lui est jamais arrivée. Le gouvernement de Hong Kong a gagné la poursuite au civil. Il pouvait donc confisquer un compte bancaire de Godber à la Banque Barclays et saisir sa résidence du Sussex de l'Est. Cependant, il n'a récupéré que 450000 HKD, environ 1/10 de la richesse illégale de Godber.